# Adel Gaâloul
Ne doit pas être confondu avec Ahmed Gaâloul.
Adel Gaâloul, né le 27 juillet 1959 à Djerba (gouvernorat de Médenine), est un ingénieur, haut fonctionnaire et homme politique tunisien. Il est secrétaire d'État aux Technologies de la communication du 7 mars au 24 décembre 2011, au sein du gouvernement de Béji Caïd Essebsi.

## Biographie

### Études
Adel Gaâloul obtient en 1983 un diplôme d'ingénieur à l'Institut national des télécommunications (France), ainsi qu'un autre, ensuite, à l'Institut de défense nationale, au sein de la 21e promotion.

### Carrière de directeur général
Entre 1983 et 1990, il est ingénieur principal et chef de projets au sein du Centre national d'informatique. Entre 1991 et 1998, il est directeur général-adjoint au sein d'une entreprise internationale de logiciels et, entre 1998 et 2004, directeur général de l'Institut national de la bureautique et de l'informatique. Entre février 2005 et août 2007, il est le PDG de l'Agence tunisienne d'Internet puis, entre septembre 2007 et août 2009, de la Poste tunisienne. En 2009, il est directeur général de l'Agence nationale des fréquences et, en 2010, de la Sotetel.
Il est également membre du conseil d'administration de l'Office national de la radiodiffusion et du conseil d'entreprise de l'Agence nationale de certification électronique. Au niveau local, il appartient au conseil d'entreprise de gestion du technopôle de Sfax.
En 2013, il rejoint le groupe Somef, leader dans l'industrie de l'appareillage électrique en Tunisie, où il est directeur général de Somef Distribution.
En 2016, il devient conseiller digital banking de la Société tunisienne de banque.

### Carrière politique
À la suite de la révolution de 2011, Adel Gaâloul est nommé secrétaire d'État aux Technologies de la communication dans le gouvernement de Béji Caïd Essebsi. Son ministre référent est Abdelaziz Rassâa, chargé de l'Industrie et de la Technologie.
Fin décembre 2011, après la fin de son mandat de secrétaire d'État, il est interdit de voyager par une décision rendue par le troisième bureau du tribunal de première instance de Tunis ; il est suspecté d'avoir participé à « des affaires de corruption, malversation et abus de pouvoir », en accordant des faveurs à Mohamed Zouhaier Basly, directeur général des PTT, et à Sami Fehri, dirigeant de Cactus production. Il est libéré le 11 septembre 2013 après plusieurs mois de détention. Mis en examen avec un mandat de dépôt, la chambre d'accusation décide de clore le dossier après un pourvoi en cassation[réf. nécessaire].

### Vie privée
Adel Gaâloul est marié et père de deux enfants.